# Pétrodollar
Les pétrodollars désignent les dollars américains obtenus par les pays exportateurs de pétrole dans le cadre de leurs contrats libellés en dollars, qu'ils réinvestissent dans l'économie américaine. Par extension, le pétrodollar désigne les placements financiers effectués en dollar par les pays exportateurs de pétrole au niveau international.

## Concept
Du fait d'accords entre les États-Unis et les pays producteurs de pétrole, la majorité des contrats d'approvisionnement en pétrole dans le monde est libellée en dollar américain. Les pays acheteurs de pétrole sont ainsi dépendants de leurs réserves de change en dollar pour se fournir en hydrocarbures. Les pays producteurs de pétrole, eux, reçoivent des dollars de leurs clients à chaque vente. Ils peuvent ensuite recycler les pétrodollars dans le système financier international, et notamment aux États-Unis. Ces dollars provenant de la vente de pétrole sont appelés pétrodollars.
Les pétrodollars permettent aux États-Unis de financer leur déficit budgétaire. En effet, en vertu des déficits jumeaux, le pays est d'autant plus en déficit qu'il importe beaucoup. Or, ces importations sont souvent libellées en dollar américain ; ces dollars quittent l'économie américaine et se retrouvent à l'étranger, et notamment en Europe et en Asie de l'Est. En obligeant les pays à acheter du pétrole en dollars, les réserves de change en dollar sont centralisées par ces pays exportateurs, qui, grâce à leurs fonds souverain, les réinvestissent aux États-Unis. Ainsi, les pays exportateurs de pétrole achètent-ils massivement des bons du Trésor américains.
Ainsi, malgré leur nom, les pétrodollars ne désignent pas une devise en tant que telle. Les pétrodollars sont d'authentiques dollars ; toutefois, le terme de pétrodollar permet d'indiquer leur provenance, c'est-à-dire le fait qu'ils aient été obtenus par les pays exportateurs de pétrole via des ventes de pétrole libellées en dollars.

## Histoire

### Origine et développement
L'origine de l'expression est inconnue. Elle pourrait avoir été créée en 1973 par Ibrahim Oweiss, professeur d'économie à la Georgetown University de Washington. L'émergence des pétrodollars est la conséquence des chocs pétroliers. L'explosion des prix du pétrole provoque un afflux massif de capitaux dans les pays exportateurs, qui ne peuvent les absorber ; ces derniers opèrent alors des placements sur les marchés des capitaux à travers des banques commerciales, et finissent donc fréquemment recyclés dans les économies occidentales, alimentant éventuellement des bulles financières.
L'augmentation du prix du pétrole et l'afflux de pétrodollars dans ces pays permet, pour certains, la stimulation de l'économie nationale. Le choc pétrolier profite par exemple au Nigéria, qui connaît une croissance brutale après le premier choc pétrolier ; la rentrée de pétrodollars finance des projets de développement, mais stimule aussi la corruption et crée une économie de rente. Une commission sénatoriale du Sénat des États-Unis faisait par exemple remarquer que grâce à l'acquisition des pétrodollars, les pays pétroliers « peuvent recharger leur Trésor public » (they can reload their treasury with petrodollars), finançant ainsi leurs dépenses publiques. Le Conseil de l'Europe remarque, lui, en 1973, que « le renchérissement du pétrole pose aujourd'hui le difficile problème de recyclage des pétrodollars. C'est pourquoi nous devons, avec une fermeté nouvelle, soutenir les initiatives prises en vue de la création de mécanismes multilatéraux de financement [...] afin de couvrir les déficits des balances de paiements ».
Le stock global de pétrodollars est difficile à connaître précisément. Il a été facile de suivre la trace des pétrodollars dans les années 1970 et 1980, lorsqu'ils passaient principalement par des canaux bancaires et les marchés de valeur des pays industrialisés. Il est estimé à 360 milliards de dollars en 1981 ; à l'époque, ils prenaient la forme de placement financiers dans les pays de l'OCDE (40 % d'entre eux), de dépôts bancaires (40 %), ou étaient utilisés sous forme de prêts aux pays en développement (15 %). En 2011, les pétrodollars représenteraient 33 % environ des flux de capitaux privés dans l'économie mondiale.

### Le pétrodollar contemporain
Le système du pétrodollar commence à se déliter à partir du programme pétrole contre nourriture, lorsque la France et l'Allemagne commencent à libeller des contrats pétroliers en euro. À partir de 2016, les contrats pétroliers iraniens sont libellés en euro, et l'Arabie saoudite prévoit à partir de 2022 de libeller des contrats en yuan. Le dollar reste toutefois, de loin, la monnaie dominante dans laquelle le pétrole est libellé. Toutefois, la perspective d'une chute de la demande du pétrole et d'un passage aux énergies renouvelables conduit la plupart des pays exportateurs de pétrole à tenter de diversifier leur économie. Selon une étude du FMI (2020), les pays exportateurs de pétrole auront asséché leurs ressources économiques issues des exportations de pétrole d'ici à 2034.

## Débats et controverses

### Privilège exorbitant du dollar
Aymeric Chauprade souligne la puissance que donne le système du pétrodollar aux États-Unis, sous la forme d'un nouveau privilège exorbitant. Il soutient que la possibilité pour certains pays exportateurs de pétrole à passer d'un système de pétrodollar à un système pétroeuro ou pétroyen est un facteur d'inquiétude majeur pour les États-Unis. Ceux-ci pourraient considérer la volonté de quitter le système du pétrodollar comme un grief majeur à leur égard.

### Importance stratégique du pétrodollar
Certains géopolitologues ont ainsi avancé que la peur du recul du pétrodollar était un facteur aggravant pour la diplomatie américaine, et qu'elle pourrait inciter les Etats-Unis à mener des opérations extérieures afin de l'empêcher. Cette théorie, connue sous le nom de guerre économique par pétrodollars, fait l'objet de débats,.

### Pétrodollar et financiarisation économique
Les conséquences de l'émergence des pétrodollars est discutée aujourd'hui. Certains économistes, comme Michel Aglietta, soutiennent que l'augmentation forte des flux financiers internationaux dus aux pétrodollars est l'une des causes de la financiarisation de l'économie mondiale dans les années 1980, aux côtés, notamment, des déficits.